# Jindřich Baumruk
Jindřich Baumruk (23. září 1881 Rakovník – 5. května 1963 Praha) byl český fotbalista z počátků českého sportu na přelomu 19. a 20. století.
Proslul především jako fotbalový útočník hrající na pravém křídle, člen útoku v čele s Janem Koškem (který se později stal jeho švagrem – v roce 1912 se za něj provdala Baumrukova sestra Julie). Přispěl k tomu, že mužstvo Slavie Praha bylo na počátku 20. století považováno za jedno z nejlepších na kontinentu. Ve Slavii hrál v letech 1894–1904 a 1905–1910. V letech 1904–1905 hrál, stejně jako další členové slavného útoku, ve Spartě Praha, tento přestup vzbudil ve fotbalových kruzích velký rozruch a přispěl k rivalitě obou klubů, která se tehdy budovala. Autoři Malé encyklopedie fotbalu z roku 1984 o něm napsali: „Příslušník první generace velkých útočníků, hráč mezinárodní třídy“.